# Ruth D. Peterson
Ruth D. Peterson ist eine US-amerikanische Soziologin und Kriminologin. Sie ist emeritierte Professorin an der Ohio State University und amtierte 2016 als Präsidentin der American Society of Criminology (ASC).
Peterson, die 1983 an der University of Wisconsin–Madison zur Ph.D. promoviert wurde, war von 1999 bis 2011 Direktorin des Criminal Justice Research Center an der Ohio State University. In ihren Forschungen konzentriert sie sich auf Fragen der ethnischen Ungleichheit im Verhältnis zu Delinquenz und Kriminalpolitik.

## Schriften (Auswahl)
- Mit Lauren J. Krivo: Divergent social worlds. Neighborhood crime and the racial-spatial divide. Russell Sage Foundation, New York 2020, ISBN 978-0-87154-693-7.
- Mit Lauren J. Krivo und John Hagan: The many colors of crime. Inequalities of race, ethnicity, and crime in America. New York University Press, New York 2006, ISBN 978-0-81476-719-1.
- Mit Lauren John Hagan: Crime and inequality, Stanford University Press, Stanford 1995, ISBN 0804724040.